# Mandaty karne w Singapurze
 Zapoznaj się z zastrzeżeniami dotyczącymi pojęć prawnych w Wikipedii.

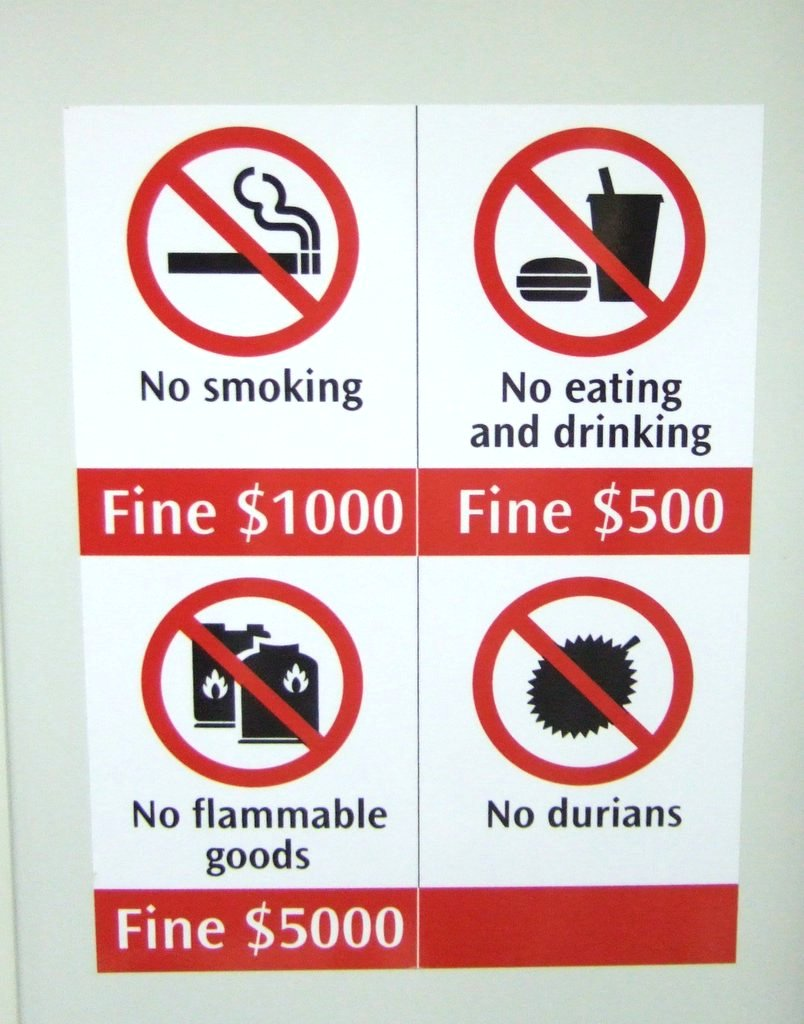
Kary za wykroczenia w transporcie zbiorowym

Mandaty karne w Singapurze są niezwykle rygorystyczne. Kary są nakładane zarówno na obywateli, jak i turystów.
W Singapurze wysokie mandaty i kara chłosty to tylko część surowego prawa, w którym obowiązuje kara śmierci – wykonywana m.in. za zabójstwo i handel narkotykami. Dzięki rygorystycznie przestrzeganym regułom, Singapur cieszy się bardzo niską przestępczością.

## Przykładowe mandaty
Mandaty można otrzymać m.in. za:
- palenie tytoniu w miejscach publicznych,
- plucie[2],
- picie i jedzenie w metrze[3],
- rozmawianie w aucie przez telefon komórkowy (200 SGD i konfiskata telefonu)[2],
- niespłukanie wody w toalecie[2].

## Kary za żucie gumy
W Singapurze powszechne było przylepianie zużytych gum do aut, pociągów i innych obiektów na stacjach metra – gdzie przylepiane gumy powodowały blokowanie drzwi pociągów i inne zakłócenia ruchu. Dlatego w 1992 władze państwa wprowadziły zakaz żucia gumy.
Sprawa ta przerodziła się w spór pomiędzy Singapurem a Stanami Zjednoczonymi, gdyż przepis ten był wbrew porozumieniom o wolnym handlu. W 2002 roku rząd singapurski zezwolił na sprzedaż gumy, ale tylko bezcukrowej, na receptę od lekarza. W 2004 roku ponownie wprowadzono zakaz wwożenia na teren państwa gumy. Obecnie zabroniona jest także sprzedaż i zakup gumy na terenie Singapuru. Za złamanie zakazu grozi mandat w wysokości 1000 dolarów singapurskich.